# Obieg (czasopismo)
Obieg – polskie czasopismo o sztuce współczesnej, ukazujące się od 1987 roku.  
Do 1994 roku okazało się 65 numerów, po czym zaprzestało działalności. W 2004 roku wznowiono wydawanie czasopisma, które w zamysłach miało być kwartalnikiem. 

## Historia i redaktorzy
Aktualnie pismo nie ukazuje się drukiem. Od 2004 roku artykuły zamieszczane są na stronie internetowej, stronę Obiegu zrealizowano ze środków finansowych Ministra Kultury i Dziedzictwa Narodowego. 
Wydawcą czasopisma jest Centrum Sztuki Współczesnej Zamek Ujazdowski, a redaktorem naczelnym w latach 2020–2024 Piotr Bernatowicz. Wcześniej funkcję tę pełnili: w latach 1990–1994 Piotr Rypson, w latach 1994–2004 i 2011–2015 Grzegorz Borkowski, w latach 2004–2011 Adam Mazur, a Krzysztof Gutfrański w latach 2015–2020. 
Z pismem w latach 2004–2015 związani byli m.in.: Grzegorz Borkowski, Marcin Krasny, Adam Mazur, Aleksandra Polisiewicz, Jakub Banasiak, Jan Koźbiel, Sabina Winkler-Sokołowska.
Jednym ze stałych działów czasopisma w latach 2004–2015 był „Artmix” – istniejące do 2006 roku pod takim tytułem odrębne pismo internetowe o sztuce współczesnej.